# Давид Саладзорци
Давид Саладзорци (арм. Դավիթ Սալաձորցի; около 1630 — до 1718), также Ворбик (арм. Որբիկ, сирота) — армянский поэт XVI—XVII веков.
Родился в деревне Саладзор (недалеко от Эрзрума). Был дьяконом. Известен по довольно объемному стихотворению «Восхваление цветов» (арм. Գովասանք ծաղկանց), в которой воспевается пробуждение природы. В общем сохранились более десятка его стихов светского и религиозного содержания. Как и другие армянские поэты своего времени, часто касался тяжёлого социально-политического положения своего народа, его скитальчества. В произведениях чувствуется влияние народной (особенно ашугской) поэзии.
Большинство стихов опубликованы, есть переводы на русский и английский языки.